# Peperomia portulacoides
Peperomia portulacoides är en pepparväxtart som först beskrevs av Jean-Baptiste de Lamarck, och fick sitt nu gällande namn av Albert Gottfried Dietrich. Peperomia portulacoides ingår i släktet peperomior, och familjen pepparväxter. Inga underarter finns listade i Catalogue of Life.